# École supérieure de musique Reine-Sophie
L'École supérieure de musique Reine-Sophie est un établissement d'enseignement artistique privé, fondé à Madrid par Paloma O'Shea en 1991. Il fait partie de la Fundación Albéniz. Il a été nommé d'après le nom de son président honoraire, la Reine Sophie.

## Histoire
L'École supérieure de musique Reine-Sophie a été fondée à Madrid (Espagne) en 1991 dans le but de fournir à l'Espagne d'un centre d'élite professionnelle destiné aux jeunes musiciens.
Les organes directeurs de l'École supérieur de musique Reina Sofía sont présidés par un conseil de patrons, créé en 1991. Cet organe relève directement du conseil de Patrons de la Fundación Albéniz. La président honoraire du conseil de l'École est la Reine Sophie. Outre ce conseil, l'École compte sur l'appui d'un comité académique composé par quarante personnalités représentatives du monde culturel et politique, dont beaucoup ont été ou sont des membres actifs du corps professoral et du comité directeur.
Le siège de l'École est situé dans la Plaza de Oriente, aux côtés du Palais Royal et du Théâtre Royal. L'espace que le bâtiment de l'École occupe, situé dans la rue Requena, fut autrefois siège de l'École d'art dramatique et de danse.
Le précédent de l'École se trouve dans le Concours international de piano de Santander Paloma O'Shea, qui a vu le jour grâce à Paloma O’Shea en 1972, et dans les cours magistraux qu'elle a organisées à partir de 1981, en partenariat avec l'Universidad Internacional de Verano Menéndez Pelayo de cette même ville.
Dans les premières étapes du projet, ainsi que dans la sélection des professeurs, on a compté sur les conseils de grands maestri, tels que Yehudi Menuhin, Mstislav Rostropovich, Daniel Barenboim, Zubin Mehta et Alicia de Larrocha, qui ont appartenu ou qui appartiennent au comité académique et au patronat de l'École et que agissent comme consultants actifs des chaires, et avec la collaboration de Federico Sopeña et Enrique Franco, figures clés de la culture musicale espagnole du XXe siècle.

## Principes
L'École supérieure de musique Reine Sophie a été créée dans le but d'établir un centre d'enseignement prêt à former des musiciens d'excellence. Grâce à l'aide prêté par des institutions publiques ainsi que privées, les élèves reçoivent une éducation personnalisé avec de grands professeurs et des artistes remarquables sur la scène musicale internationale.

## Corps professoral
L'École de Musique Reine Sophie travaille avec des professeurs qui aient excellé dans l'exercice de la maîtrise des deux aspects les plus importants de la carrière : art et éducation. Par conséquent, le corps professoral de titulaires de chaire est composé par des premières figures de prestige international reconnu.
À cette équipe permanente s'ajoutent chaque année des professeurs invités au programme de cours magistraux et qui complètent avec leurs différentes visions et points de vue le travail de l'École.

## Activité académique-artistique
L'élaboration des plans d'études suit un principe fondamental de la formation classique : l'enseignement personnalisé. Seulement la valorisation personnelle de l'élève faite par son professeur et perfectionnée avec d'autres disciplines orientées à sa formation globale, dictées par le corps professoral, permettent la conception d'un programme adapté au potentiel de l'élève. Ce programme assure l'apprentissage musical dans toute son ampleur en intégrant les différentes dimensions de la personnalité de l'étudiant.
En outre, un des aspects les plus caractéristiques de la formation académique dans l'École est son intense activité artistique. Ceci signifie que, pendant chaque année académique, l'École organise plus de 300 concerts dans son aAuditorium et dans différentes salles à travers l'Espagne.
La durée des enseignements à l'École dépend des possibilités d'apprentissage ; même si la moyenne se trouve entre deux et quatre années académiques, on peut dire que les étudiants finissent quand leurs professeurs décident qu'ils ont atteint une maturité artistique suffisante. De plus, depuis l'année académique 2015-16, des études accréditées sont enseignées dans le cadre du programme Bologne.
Le plan général de formation couvre donc la formation spécifique de l'instrumentiste ou chanteur dans le domaine d'interprétation, complétée avec les disciplines académiques, l'inévitable projection artistique et l'encouragement des séminaires préparés par le département de formation complémentaire. Ce plan académique comprend les départements suivants :
- Département d'interprétation ;
- Département académique ;
- Département artistique ;
- Département de formation complémentaire ;
- Programme de cours magistraux ;
- Programme d'éditions audiovisuelles.

L'École a développé aussi un programme d'éducation en ligne en partenariat avec cinq importantes écoles européennes, avec la création d'un site web musical éducatif, Magister Musicae, dirigé aux élèves, professeurs, rechercheurs ou amateurs de la musique, dans lequel on peut trouver des cours magistraux de grands maîtres de la musique. Ce site web contribue ainsi à la préservation du patrimoine historique musical sous la forme des cours de tels maîtres qui autrement seraient perdus.

## Élèves
Le but principal de l'École est son universalité, et c'est pour cela qu'elle aspire à convoquer des élèves de toute origine sociale ou géographique, sans autre exigence que le talent et la livraison à un travail formatif conçu pour dépasser la distinction entre technique musicale et expression artistique, en mettant l'étudiant en contact direct avec le public.
Sa mission n'est pas seulement de former des solistes, mais aussi des musiciens capables de s'intégrer aisément dans d'importants groupes orchestraux ou de chambre, gagner des prix ou accéder à postes de professeurs et chaires dans d'écoles et conservatoires. Son travail est conçu pour ces jeunes qui dans quelques années reviendront aux mêmes scènes où ils ont joué comme des élèves, mais cette fois comme des excellents professionnels.
L'École met a disposition des élèves qui viennent de l'étranger ou de l'extérieur de Madrid la Residencia de Estudiantes, orientée à établir des connaissances entre élèves, son environnement et professeurs, dans le but d'enrichir leur vie artistique et leur coexistence.

## Anciens élèves
- Àlber Catalá (basson— Orquesta Sinfónica de Madrid)
- Andrey Murza (violon— Düsseldorfer Symphoniker)
- Aquiles Machado (chant— soliste international)
- Arcadi Volodos (piano — soliste international)
- Asier Polo (violoncelle — soliste international)
- Celso Albelo (chant— soliste international)
- Cuarteto Casals (musique de chambre — soliste international)
- Eldar Nebolsin (piano — soliste international, professeur à la Hochschule für Musik Hanns Eisler)
- Emilio Yepes (contrebasse — Münchner Philharmoniker)
- José Vicente Castelló (cor — Mahler Chamber Orchestra ; Lucerne Festival Orchestra ; ESMUC)
- Juan Pérez Floristán (piano — soliste international)
- Latica Honda-Rosenberg (violon — Professeur à Musikhochschule Freiburg y de la Universität der Künste)
- Nora Salvi (hautbois— Hungarian State Opera House, professeur à l'Université de Györ)
- Pablo Ferrández (violoncelle — soliste international)
- Rui Borges Maia (flûte— Lucerne Festival Orchestra, Plural Ensemble)
- Sol Gabetta (violoncelle — soliste international)
- Tommaso Lonquich (clarinette — Ensemble MidtVest, Chamber Music Society of Lincoln Center)
- Wen Xiao Zheng (alto — Symphonieorchester des Bayerischen Rundfunks)
- Xavier Inchausti (violon — premier violon de l'Orquesta Sinfónica Nacional de Argentina)
- Dúo del Valle (piano - soliste international)
- Cuarteto Quiroga (musique de chambre — soliste international)
- Ana Lucrecia García (chant — soliste international)
- Johane Jesús González Seijas (contrebasse — Mahler Chamber Orchestra, Bolivar Soloists)
- Stanislav Ioudenitch (piano — soliste international, professeur à Park University et à Piano Academy del Lago Como)
- Ismael Jordi (chant — soliste international)
- Claudio Martínez Mehner (piano — professeur à Musikakademie Basel et Hochschule für Musik und Tanz Köln)
- Luis Fernando Pérez (piano — soliste international, professeur à Marshall Academy)
- Emil Rovner (violoncelle — professeur à Hochschule für Musik Dresden)
- Pablo Díaz Sánchez (violon — violoniste et compositeur)

## Enseignants
- Chaire de violon :

Zakhar Bron, Marco Rizzi, Ana Chumachenco, Sergey Teslya, Yuri Vladimirovitch Volguin, Zohrab Tadevosyan.
- Chaire d'alto :

Diemut Poppen, Nobuko Imai, Laure Gaudron, Weinting Kang.
- Chaire de violoncelle :

Ivan Monighetti, Jens Peter Maintz, Fernando Arias Fernández, Michal Dmochowski.
- Chaire de contrebasse :

Duncan Paul McTier, Antonio García Araque.
- Chaire de flûte :

Jacques Zoon.
- Chaire de hautbois :

Hansjörg Schellenberger, Víctor Manuel Ánchel.
- Chaire de clarinette :

Michel Arrignon, Enrique Pérez Piquer.
- Chaire de basson :

Gustavo Núñez, Francisco Alonso Serena, Ramón Ortega Zornoza.
- Chaire de cor :

Radovan Vlatkovic, Rodolfo Epelde.
- Chaire de piano :

Dmitri Bashkirov, Galina Eguiazarova.
- Chaire de chant :

Ryland Davies, Rosa Domínguez.
- Département de musique de chambre

Heime Müller (quatuor à cordes), Márta Gulyás (groupes avec piano).
- Département académique :

David del Puerto (analyse musicale), Antoni Ros-Marbà (orchestre).

## Chefs d'orchestre invités
Vladimir Ashkenazy
Luciano Berio
 Péter Csaba
Sir Colin Davis
Plácido Domingo
Peter Eötvös
Leon Fleisher
Enrique García Asensio
José Luis García Asensio
Pablo González
Miguel Ángel Gómez Martínez
Pablo Heras-Casado
James Judd
Zoltán Kocsis
Stefan Lano
Jesús López Cobos
Lorin Maazel
Jaime Martín
Yehudi Menuhin
Juanjo Mena
Zubin Mehta
Víctor Pablo Pérez
Krzysztof Penderecki
Josep Pons
Alejandro Posada
Antoni Ros Marbà
Jordi Savall
Hansjörg Schellenberger
Maximiano Valdés
Gilbert Varga
Támas Vásáry